# Breviceps namaquensis
Breviceps namaquensis (tên tiếng Anh: Namaqua Rain Frog) là một loài ếch trong họ Nhái bầu.
Loài này có ở Nam Phi và có thể cả Namibia.
Các môi trường sống tự nhiên của chúng là vùng đất có cây bụi nhiệt đới hoặc cận nhiệt đới and vùng bờ biển cát. Loài này đang bị đe dọa do mất môi trường sống.